# ГЕС Linganamakki
ГЕС Linganamakki — гідроелектростанція на півдні Індії у штаті Карнатака. Становить верхній ступінь гідровузла у сточищі річки Шараваті (дренує західний схил Західних Гатів та впадає в Аравійське море біля міста Honnavar у 160 км на північ від Мангалура).
В 1964 році у межах проекту найпотужнішої в Карнатаці ГЕС Шараваті річку перекрили комбінованою земляною та мурованою греблею Linganamakki висотою 61 метр та довжиною 2749 метрів, яка потребувала понад 4 млн м3 матеріалу. Вона утворила велике водосховище з площею поверхні 326 км2 та об'ємом 4419 млн м3 (корисний об'єм 4276 млн м3), в якому можливе коливання рівня поверхні під час операційної діяльності між позначками 523 та 554 метри НРМ. Звідси через прокладену лівобережжям дериваційну трасу довжиною понад десяток кілометрів живилась зазначена вище ГЕС Шараваті (крім того, всередині цієї ж ділянки з річки відбирає воду споруджена у 1950-х роках ГЕС Mahatma Gandhi Jog Falls, котра, таким чином, теж використовує накопичений греблею Linganamakki ресурс, проте випущений у природне русло).
За півтора десятки років після зведення греблі вирішили задіяти створюваний нею напір, для чого біля підніжжя обладнали машинний зал нової станції, яка опинилась у схемі гідровузла вище від обох тільки що названих ГЕС. Цей зал в 1980-му обладнали двома турбінами типу Каплан потужністю по 27,5 МВт, що при напорі від 10,3 до 33,5 метра (номінальний напір 29,5 метра) мають забезпечувати виробництво 0,4 млрд кВт-год електроенергії на рік. Відпрацьована вода потрапляє у підвідний дериваційний канал станції Шараваті, проте також може скидатись назад до русла річки.
Одночасно зі створенням ГЕС Linganamakki реалізували заходи з подачі у сточище Шараваті додаткового ресурсу з розташованого південніше сточища річки Чакра (так само дренує західний схил Західних Гатів та біля Кундапура впадає до з'єднаного з Аравійським морем лиману). При цьому спершу у 1980-му ввели в експлуатацію греблю на лівій притоці Чакри річці Савехакалу. Останню перекрили земляною спорудою висотою 53 метри та довжиною 633 метри, яка потребувала 1578 тис м3 матеріалу та утримує водойму з максимальним операційним рівнем 582 метри НРМ та об'ємом 125 млн м3. При цьому гребля створила такий підпір, що в сідловині на водорозділі Савехакалу з розташованою південніше річкою Хулакал (права притока Варахі, яка впадає до того ж з'єднаного з Аравійським морем лиману, котрий слугує гирлом Чакри) довелось спорудити бічну дамбу Кірагунда, через яку можливе скидання надлишкового ресурсу до водосховища ГЕС Варахі.
А в 1985-му на самій Чакрі завершили кам’яно-накидну греблю висотою 84 метри та довжиною 570 метрів, яка потребувала 2265 тис м3 матеріалу та утримує водойму з максимальним операційним рівнем 579 метрів НРМ та об’ємом 233 млн м3.
Водосховище греблі Савехакулу з'єднане зі сховищем Linganamakki каналом довжиною 5,1 км, тоді як від водойми на Чакрі прямує канал довжиною 4,2 км.